# Federico Tinoco Granados
Federico Alberto Tinoco Granados (ur. 1870, zm. 1931) – kostarykański generał i polityk, miniser wojny w gabinecie prezydenta Gonzaleza, który dokonał w 1917 przewrotu wojskowego i został prezydentem Kostaryki. Sprawował dyktatorskie rządy do 1919. Znalazł poparcie wśród warstw najzamożniejszych, jednak Stany Zjednoczone nie uznały jego rządu. Po dwóch rewoltach w 1918 i w 1919 wzmagający się opór społeczeństwa i sprzeciw USA zmusił go do ustąpienia i wyjazdu do Francji.